# Недзвецкий, Эдуард Фомич
Эдуард Фомич Недзвецкий (1823—1873) — российский врач, исследователь, действительный статский советник.

## Биография
Родился в 1823 году на западе Российской империи в семье «простых, незнатных и бедных родителей». Окончил Виленскую гимназию и со званием «лекаря с отличием» медицинский факультет Московского университета.
В 1853 году занял место ординатора больницы Приказа общественного призрения в городе Ярославле, где и протекла вся его деятельность, причём в 1861 году он получил звание оператора, а в 1870 году был назначен помощником врачебного инспектора Ярославской губернии. Был одним из учредителей Ярославской лечебницы для приходящих больных в 1861 году, которой он и его жена Наталья Александровна завещали почти всё своё имущество, составившее почти половину всех средств лечебницы. Также он был одним из учредителей Общества ярославских врачей.
Занятый обширной практикой и службой, Недзвецкий находил, однако, время заниматься и научными исследованиями по микрографии и печатал результаты своих клинических и лабораторных исследований в «Московской медицинской газете» и многих иностранных периодических изданиях по медицине. Преимущественно он помещал свои статьи сначала в русских изданиях, а затем в переводе — в иностранных журналах.
Был награждён орденами Св. Станислава 2-й ст. с императорской короной (1866) и Св. Анны 2-й ст. (1870)
Умер Э. Ф. Недзвецкий 6 (18) сентября 1873 года в чине действительного статского советника от чахотки, находясь на лечении в Монтрё в Швейцарии. Тело его было перевезено в Ярославль и погребено на Леонтьевском кладбище. Могила не сохранилась.